# NGC 5583
NGC 5583 é uma galáxia espiral (S) localizada na direcção da constelação de Boötes. Possui uma declinação de +13° 13' 56" e uma ascensão recta de 14 horas, 21 minutos e 40,5 segundos.
A galáxia NGC 5583 foi descoberta em 4 de Junho de 1886 por Lewis A. Swift.